# Kamenná chata pod Chopkom
Die Kamenná chata pod Chopkom (deutsch etwa Chopok-Steinhütte; im touristischen Jargon Kamienka) ist eine Berghütte im slowakischen Gebirge Niedere Tatra. Sie befindet sich am Hauptkamm ungefähr 40 Höhenmeter unter dem Gipfel des Chopok und liegt auf einer Höhe von 1985 m n.m.. Es handelt sich um die dritthöchstgelegene Berghütte der Slowakei nach der Chata pod Rysmi (2250 m n.m.) und Téryho chata (2015 m n.m.), beide in der Hohen Tatra.

## Geschichte

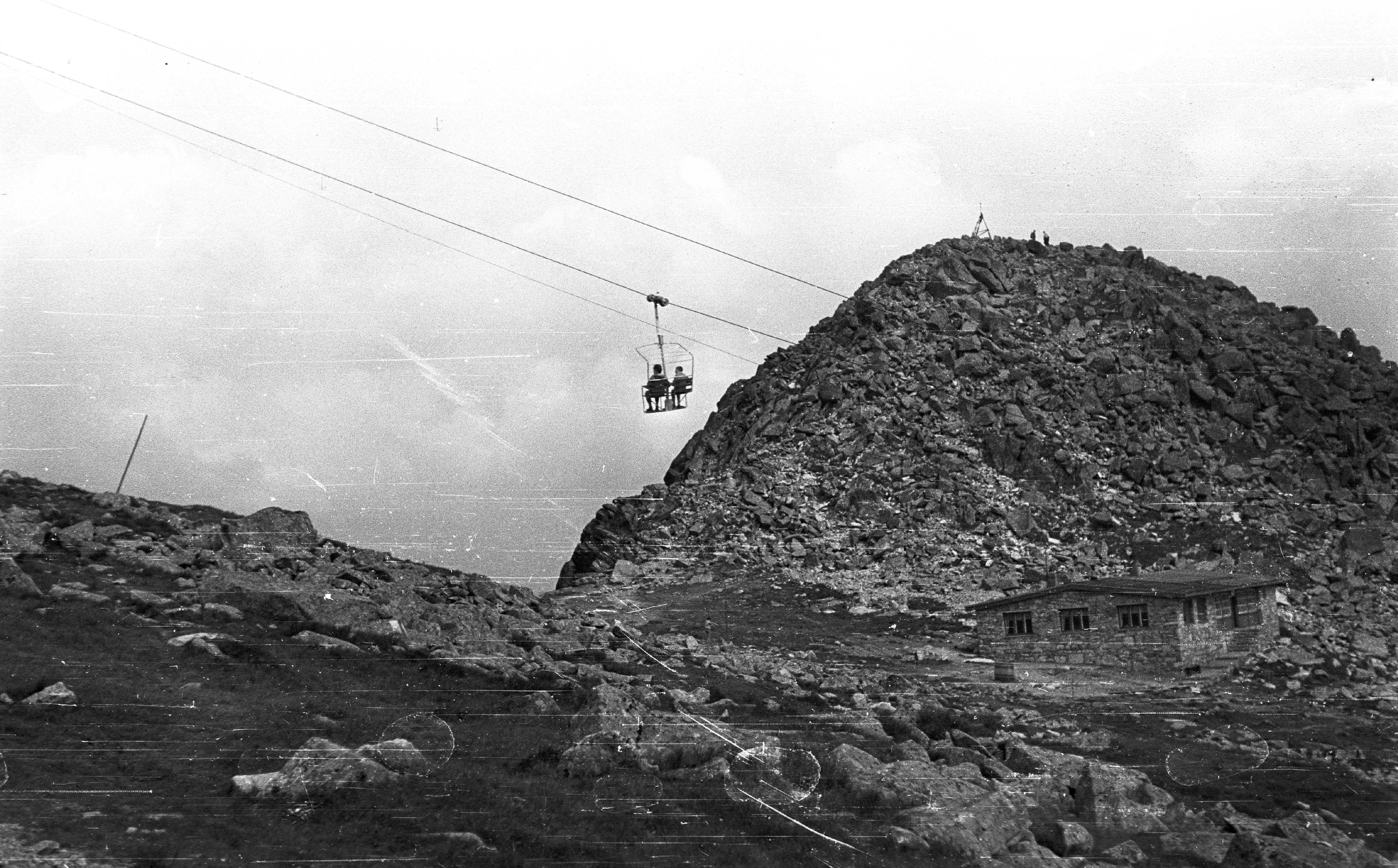
Blick auf das Gebäude im Jahr 1964

Der Kern der späteren Hütte war eine 1949–1950 gebaute Unterkunft für Bauarbeiter, die an der Errichtung von Luftseilbahnen zum Hauptkamm der Niederen Tatra unweit des Chopok arbeiteten. Mit der durchgehenden Luftseilbahn-Verbindung sowohl nördlich als auch südlich des Chopok im Jahr 1957 wurde die Gegend zum beliebten Ziel von Touristen. In den 1970er Jahren war das Gebäude Nachtquartier für Studenten, die mit dem Bau von Kammwegen in der Niederen Tatra beschäftigt waren, in den 1980er Jahren war es Standort einer Imbissstube des Staatsbetriebs Interhotely Ružomberok.
Nach der Samtenen Revolution wurde das Gebäude privatisiert und nach einem weiteren Besitzwechsel wird es seit 1996 als Berghütte betrieben. Zu den Baumaßnahmen nach dem Betriebsanfang gehören die Errichtung einer hölzernen Terrasse im Jahr 2003 sowie ein 2006–2007 durchgeführter Umbau, durch den die Hütte ihr Dachgeschoss erhielt. Nach einem weiteren Umbau von 2016 bis 2019 wurde der Essraum vergrößert und das Innere neu gestaltet.

## Touristische Erschließung
Die Kamenná chata pod Chopkom hat eine sehr gute Lage direkt neben der Bergstation der Seilbahnen im Skigebiet Jasná, somit lockt sie Skifahrer und Skialpinisten, aber auch Touristen, die unterwegs am Hauptkamm der Niederen Tatra sind, an. In unmittelbarer Nähe passiert der rot markierte Fernwanderweg, Teil des Fernwanderwegs Cesta hrdinov SNP, als Kammweg auf der Teilstrecke zwischen dem westlich gelegenen Berg Dereše und weiter ostwärts zum Ďumbier. Talwärts führt ein gelb markierter Wanderweg Richtung Berghotel Chata Kosodrevina und weiter Srdiečko und Trangoška südlich des Hauptkamms, nach Norden steigt ein blau markierter Wanderweg Richtung Luková und weiterer Hotels des Skigebiets Jasná in der Gemeinde Demänovská Dolina ab.
Die Hütte ist ganzjährig eröffnet und bietet Übernachtungsmöglichkeiten (20 Betten) nach vorheriger Anmeldung sowie Frühstück und Abendessen für Gäste an. Allen Besuchern steht der Imbiss sowie der Essraum zur Verfügung.